# Hematoxilina
L'hematoxilina és un colorant bàsic. Permet tintar els teixits i veure'ls per un microscopi. Tenyeix el nucli, el reticle endoplasmàtic rugós i els àcids nucleics en general (estructures àcides) de color blau. Se sol utilitzar juntament amb l'eosina, un colorant àcid, per a tincions generals (s'anomena llavors tinció d'hematoxilina-eosina).